# Tomas Kollar
Tomas Kollar, född 20 april 1982 i Stockholm, är en svensk ishockeytränare och tidigare ishockeyspelare, som är huvudtränare för Malmö Redhawks i SHL. Som spelare representerade han bland annat Malmö Redhawks, Södertälje SK och Leksands IF.
Tomas blev assisterande tränare för Malmö Redhawks i november 2020. I samband med Joakim Fagervalls avgång från positionen som huvudtränare för Malmö i januari 2022 tog Tomas Kollar över rollen. Den 8 mars 2022 bekräftade Malmös sportchef Patrik Sylvegård att Kollar skulle fortsätta säsongen ut i Malmö.

## Klubbar
- Hammarby IF 2000/2001 - 2002/2003
- Djurgårdens IF 2003/2004
- Skellefteå AIK/Djurgårdens IF 2004/2005
- Södertälje SK 2005/2006 - 2008/2009
- Leksands IF 2009/2010 - 2010/2011
- Malmö Redhawks 2011/2012 - 2013/2014